# دان ريد
دان ريد هو سياسي كندي، ولد في 25 يوليو 1944 في كندا. حزبياً، نشط في الحزب الليبرالي في نوفا سكوشا ‏.